# Álvaro Pierri
Álvaro Pierri (Montevideo, 1953) es un guitarrista clásico uruguayo.

## Vida y trayectoria
Proveniente de una familia de músicos, es sobrino de la guitarrista Olga Pierri y nieto del compositor y músico José Pierri Sapere. Su afición por la música vino dada por su madre, la pianista Ada Estades. Con 5 años empieza a estudiar guitarra con su tía Olga y piano con su madre. Luego, estudia con Teresa Surroca.
Sus estudios superiores de Musicología los realiza en la Facultad de Humanidades y Ciencias de la Universidad de la República Oriental del Uruguay en Montevideo, en donde fue alumno Héctor Tosar, Hugo Balzo, Alberto Soriano y Mauricio Maidanik, entre otros. En forma privada, fue también alumno de Abel Carlevaro y Guido Santórsola.
Ha realizado grabaciones discográficas y DVD para las compañías Metropole - Polydor (Francia), Blue Angel (Alemania), Analekta (Canadá), Madacy (Canadá), Alfa-Omega (Hong Kong) y Unitel- Deutsche Gramophon (Alemania).
Aclamado por el público y la crítica especializada en sus débuts en Nueva York y, luego, en Alemania con los Solistas de la Filarmónica de Berlín, ha venido realizando giras permanente por Europa, Japón y las Américas, tanto en recitales de guitarra solista como con orquestas, formaciones de cámara diversas, actuando junto a músicos como Frank Peter Zimmermann, Astor Piazzolla, Charles Dutoit, Yannick Nezet-Seguin, Ernö Sebastian, Hatto Beyerle, Florian Sonnleitner, Josef Protschka, Tracy Silverman, el cuarteto de cuerdas Turtle Island y el Cuarteto Cherubini, entre muchos otros.
Ha estrenado muchas obras contemporáneas de compositores como Leo Brouwer, Guido Santórsola, Jacques Hétu, Francis Schwartz, Alcides Lanza, Abel Carlevaro, Thierry Rougier, Harold Gramatges, Laszló Borsody, etc.
También fue profesor de la Universidad Federal de Santa María y en Porto Alegre, Brasil, y desde 1981 en la Universidad McGill y en la Universidad de Quebec en Montreal (Canadá). Desde 2002 es Profesor Titular de la Cátedra de Guitarra de la Academia de Viena, Universität für Musik und darstellende Kunst Wien.

### Premios y reconocimientos
Gana diferentes concursos en Uruguay y el exterior:
- Juventudes Musicales y el de AEMUS (Asociación de estudiantes de música)
- Primer premio en el Concurso Internacional de Guitarra de Buenos Aires - Morón (Argentina)
- Primer premio en el Concurso Internacional de Porto Alegre (Brasil)
- Medalla de Oro en el 18º Concurso Internacional de París, Radio France
- Obtiene dos veces el Premio Félix en Canadá a los mejores álbumes clásicos del año.

En febrero de 2008 es declarado Ciudadano Ilustre de la ciudad de Montevideo por el entonces intendente Ricardo Ehrlich.

### Discografía
- Recital de guitarE – (1981).
- Südamerikanische gitarrenmusik - (1982).
- Klangfarben - Colours - (1982).
- De Falla / M. Torroba / J. Hetu / Gismonti - (1992) (premio Félix).
- CD Collection der remasterten LP's – (1992).
- Álvaro Pierri y Angele Dubeau.
- Recital Villa-Lobos.
- Leo Brouwer.
- Álvaro Pierri con el Ensamble Amati.